# Де Волс Блаф (Арканзас)
Де Волс Блаф (енгл. De Valls Bluff) град је у америчкој савезној држави Арканзас.

## Демографија
По попису из 2010. године број становника је 619, што је 164 (-20,9%) становника мање него 2000. године.
| Група             | 2000.       | 2010.       |
| Белци             | 530 (67,7%) | 427 (69,0%) |
| Афроамериканци    | 249 (31,8%) | 184 (29,7%) |
| Азијати           | 1 (0,1%)    | 0 (0,0%)    |
| Хиспаноамериканци | 1 (0,1%)    | 7 (1,1%)    |
| Укупно            | 783         | 619         |